# Jean-Charles Decray
Jean-Charles Decray est un homme politique français né le 17 décembre 1814 à Decize (Nièvre) et décédé le 19 avril 1889 à Paris. Il est sénateur, monarchiste, de la Nièvre de 1888 à 1889.

## Biographie
Riche propriétaire terrien, il est notaire, maire de Decize et est nommé Chevalier de la Légion d'honneur le 12 août 1866. Il devient par la suite président du conseil général de la Nièvre.
Le 5 janvier 1888 il se présente aux élections sénatoriales dans le département de la Nièvre, comme candidat des conservateurs. 
Au premier tour, M. Decray réunit 338 voix; au second tour 353, et, la persistance des divisions internes au sein du groupe des républicains rend nécessaire un troisième scrutin. Il est élu définitivement par 370 suffrages. 
Il ne sert que peu de temps à la Chambre haute puisqu'il meurt quelques mois après, le 19 avril 1889.